# Lacinipolia illaudabilis
Lacinipolia illaudabilis là một loài bướm đêm trong họ Noctuidae.